# 皮埃蒙特 (紐約州)
皮埃蒙特（英語：Piermont）是位於美國紐約州羅克蘭縣的村。

## 人口
根據2020年美國人口普查的數據，皮埃蒙特的面積為2.89平方千米，當中陸地面積為1.74平方千米，而水域面積為1.15平方千米。當地共有人口2517人，而人口密度為每平方千米871人。